# 盖罗尔茨维尔
盖罗尔茨维尔（德語：Geroldswil）是瑞士联邦苏黎世州迪蒂孔区的市镇。该市镇面积为1.93平方千米，海拔高度395米，2018年12月31日人口数为4,956。

## 外部連結
- 盖罗尔茨维尔官方网站 （页面存档备份，存于） （德文）